# Knut Sönstevold
Knut Sönstevold, född 20 december 1945 i Oslo, är en svensk fagottist av norsk börd. Knut Sönstevold studerade fagott för professor Karl Öhlberger vid Hochschule für Musik und darstellende Kunst i Wien under åren 1960–68. Knut Sönstevold invaldes 1992 i Kungliga Musikaliska Akademien och är där den enda fagottisten. Från och med hösten 1997 är han adjungerad professor vid Kungliga Musikhögskolan i Stockholm. 
Sönstevold har tidigare varit solofagottist i Radiosymfoniorkestret i København och i Sveriges Radios symfoniorkester och undervisar vid Kungliga Musikhögskolan i Stockholm. Han är även verksam som barockfagottist.